# 陈庄镇 (利津县)
陈庄镇，是中华人民共和国山東省东营市利津县下辖的一个乡镇级行政单位。

## 行政区划
陈庄镇下辖以下地区：
韩南二村、韩南一村、陈南村、陈西村、陈中村、陈东村、韩中一村、陈北村、北坝村、八十八户东村、韩北村、草洼子村、薄窑村、老岺村、庄科东村、庄科中村、庄科西村、崔东村、崔西村、淤西村、淤东村、辛西村、辛中村、辛庄东村、顺兴村、新韩一村、新韩二村、新韩三村、新韩四村、新韩五村、新韩六村、治河一西村、治河一东村、治河二村、治河三村、治河四村、四队村、韩中二村、双滩村、清河村、三合村、薄家村、堐西村、堐东村、李呈村、郭屋村、集贤村、新农村、中古店一村、中古店二村、二选村、蒋河村、六百步村、公茂村、皂坝头村、驾屋村、前郭村、付窝村、卞庄村、二段村、头段村、季家村、姜家村、后郭村、汪二河村、崔范村、前桥村、后桥村、西三村、东三村、四段村、胜利村、太阳升村、临河村、索镇村、新发村、道口村、新立村、薄扣村、肖庙村、新建村、崔庄村、爱国一村、爱国二村、灶刘村、联合村、一千二村、新胜村、前进一村、前进二村、爱林一村、爱林二村、东方红村、东新村、新兴村和胜利油田河口采油厂五矿类似社区。

## 人口
2010年中国第六次人口普查时，陈庄镇共有人口19534人。共有家庭6168户，平均每户3.15人。14岁以下的少年儿童共3203人，占总人口16.39%；15-64岁人口共14025人，占总人口71.79%；65岁及以上的老年人共2306人，占总人口的11.80%。男性共计9708人，占总人口49.69%；女性共计9826，占总人口50.30%。本地居住的人口中，拥有本地户籍的人口为18816人，占96.32%。